# Combles
Combles je francouzská obec v departementu Somme v regionu Hauts-de-France. V roce 2012 zde žilo 795 obyvatel.

## Poloha obce
Obec leží u hranic departementu Somme s departementem Pas-de-Calais. Sousední obce jsou: Ginchy, Maurepas, Morval (Pas-de-Calais), Rancourt a Sailly-Saillisel.

## Vývoj počtu obyvatel
Počet obyvatel